# Canville-les-Deux-Églises
 Canville-les-Deux-Églises  es una población y comuna francesa, en la región de Alta Normandía, departamento de Sena Marítimo, en el distrito de Rouen y cantón de Doudeville.

## Demografía
| 305 | 248 | 216 | 195 | 239 | 299 |
| Para los censos de 1962 a 1999 la población legal corresponde a la población sin duplicidades (Fuente: INSEE [Consultar]) |     |     |     |     |     |